# Geneviève (skytshelgeninde)
 For alternative betydninger, se Geneviève. (Se også artikler, som begynder med Geneviève)
Geneviève (cirka 420 – 512) er skytshelgeninde for Paris. Hun lovede ifølge sagnet Paris sikkerhed mod Attilas hærgen, hvilket gik i opfyldelse.
- Wikimedia Commons har flere filer relateret til Geneviève (skytshelgeninde)

| Religion | Spire Denne religionsartikel er en spire som bør udbygges. Du er velkommen til at hjælpe Wikipedia ved at udvide den. |